# Bahnzugmessung/Bahnzugregelung
Bahnzugmessung bezeichnet das Messen der Materialzugkraft an laufenden Bahnen. Dies können Papier-, Folien-, Textil-, Kunststoff- und Metallbänder sowie Drähte, Kabel oder Seile sein. Die Materialien laufen in den Herstellungs- und Verarbeitungsanlagen über Walzen oder Rollen. Über diese Umschlingung der Walzen wird in der Winkelhalbierenden eine radiale Kraft in Richtung Lagerstellen eingeleitet. Die auftretenden Kräfte können in einem Kraftaufnehmer mittels Dehnungsmessstreifen, die zu einer Wheatstone’schen Vollmessbrücke verschaltet sind, erfasst werden. Die Einhaltung prozess- und materialabhängiger Bahnzüge ist für die Qualität der Verarbeitung und des Endprodukts von maßgeblicher Bedeutung. Diese Messbrücken werden in die Lagerstellen integriert und bilden als konstruktive Einheit das sogenannte Kraftmesslager. Andere konstruktive Bauformen wie Untersetzblöcke oder voll integrierte Messrollen bieten vielfältige Lösungen für den Maschinenbau.
Bahnzugregelung bezeichnet das Regeln von Bahnzügen in den spezifischen Verarbeitungsprozessen. Der gemessene Bahnzug wird als elektrisches Signal einem Bahnzugregler zugeführt, der den IST-Wert mit einem vorgegebenen SOLL-Wert vergleicht. Aus der Regelabweichung wird ein Stellwert gebildet, der als elektrisches Signal zur Regelung einer Bremse oder eines Antriebs verwendet wird.